# Arnold Kruiswijk
Arnold Kruiswijk est un footballeur néerlandais né le 2 novembre 1984. Il joue au poste de défenseur dans le club du Vitesse Arnhem.

## Biographie
Arnold Kruiswijk (né le 2 novembre 1984 à Groningue) est un footballeur néerlandais jouant actuellement comme défenseur pour le club néerlandais SC Heerenveen en Eredivisie. En 2006, il faisait partie de l'équipe néerlandaise qui a remporté le Championnat d'Europe 2006 des moins de 21 au Portugal. Un an plus tard lors du Conseil européen UEFA 2007 Under-21 Championship Football aux Pays-Bas, il a à nouveau fait partie de l'équipe qui a défendu avec succès leur titre et qui se sont qualifiées pour les Jeux olympiques d'été de 2008 en atteignant les demi-finales du tournoi. Après la saison 2007-2008, Kruiswijk est parti pour la Belgique en signant avec le RSC Anderlecht.En janvier 2010 Kruiswijk est allé en prêt au club néerlandais Roda JC jusqu'à la fin de la saison. Kruiswijk a marqué le but contre son camp le plus rapide jamais réalisé en Eredivisie, une passe en retrait au gardien qui a fini dans le but après 9 secondes. Le 21 mai 2010, il a signé un contrat de 4 ans pour le SC Heerenveen.
Le 10 mars 2017, il marque son tout premier but dans sa carrière professionnelle, lors de la victoire de son club, le SC Heerenveen, face au Sparta Rotterdam.

## Palmarès

### En club
- Coupe des Pays-Bas : 2017

### En sélection
Pays-Bas espoirs
- EURO Espoirs
  - Vainqueur (2) : 2006, 2007